# Frank Morgan (matematico)
(Frank Morgan)
Frank Morgan (...) è un matematico statunitense, specializzato in teoria geometrica della misura negli spazi euclidei, in geometria differenziale e nello studio delle superfici minime.

## Contributi
È noto soprattutto per aver dimostrato la congettura della doppia bolla standard, che dice che la doppia bolla di sapone è il sistema più efficiente per racchiudere e separare due volumi dati nello spazio euclideo (dove efficiente sta a significare che le bolle racchiudono il maggiore volume possibile nella minore superficie possibile).

## Altro
È celebre anche per un aneddoto matematico, volutamente formulato in maniera da risultare paradossale:
(Frank Morgan)